# Edificio de la bolsa de Hamburgo
El edificio de la bolsa de Hamburgo (en alemán: Börsengebäude), o simplemente la Bolsa (die Börse), es un edificio histórico y monumento de la ciudad-estado de Hamburgo, al norte de Alemania, que aloja tanto la cámara de comercio de la ciudad (Handelskammer Hamburg) como su bolsa de valores (Hamburger Börse). Se trata del edificio más antiguo de Alemania de su tipo.
El edificio, diseñado al estilo clasicista tardío, se encuentra en la Adolphsplatz de Hamburgo, unido por su parte posterior al Ayuntamiento de Hamburgo (Hamburger Rathaus) y su cour d'honneur (denominación dada al patio interno de este tipo de edificios). Las decoraciones escultóricas sobre los arcos en la planta baja representan las diversas ramas de la industria, con el escudo de armas de Hamburgo sobre el arco principal.
La Gran Sala de la Bolsa de Valores, ubicada en la planta central del edificio, ha formado parte del registro de monumentos de la ciudad desde el 16 de febrero de 1942 (en plena guerra mundial), y el edificio entero ha sido catalogado como patrimonio desde el 19 de diciembre de 1952.

## Historia

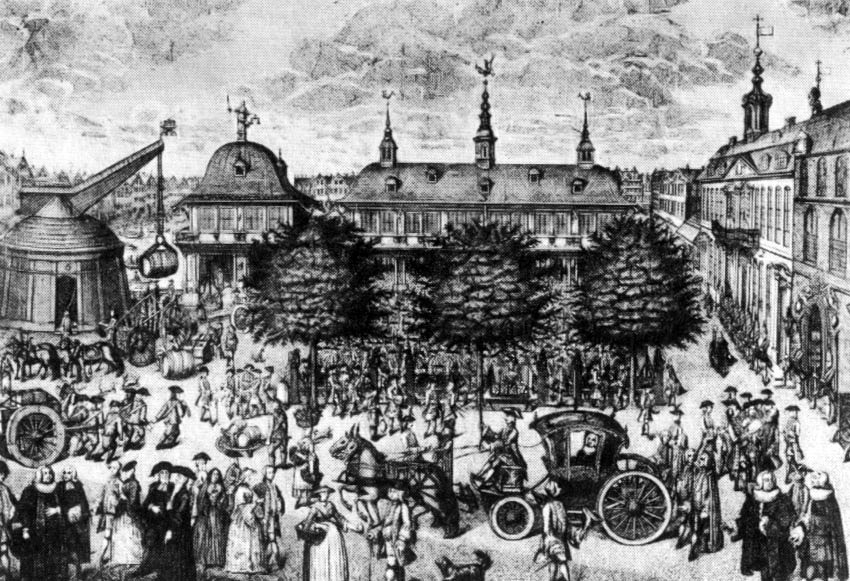
El edificio anterior de la bolsa de Hamburgo, ubicado a pocos minutos al sur del edificio actual (representación de 1735).

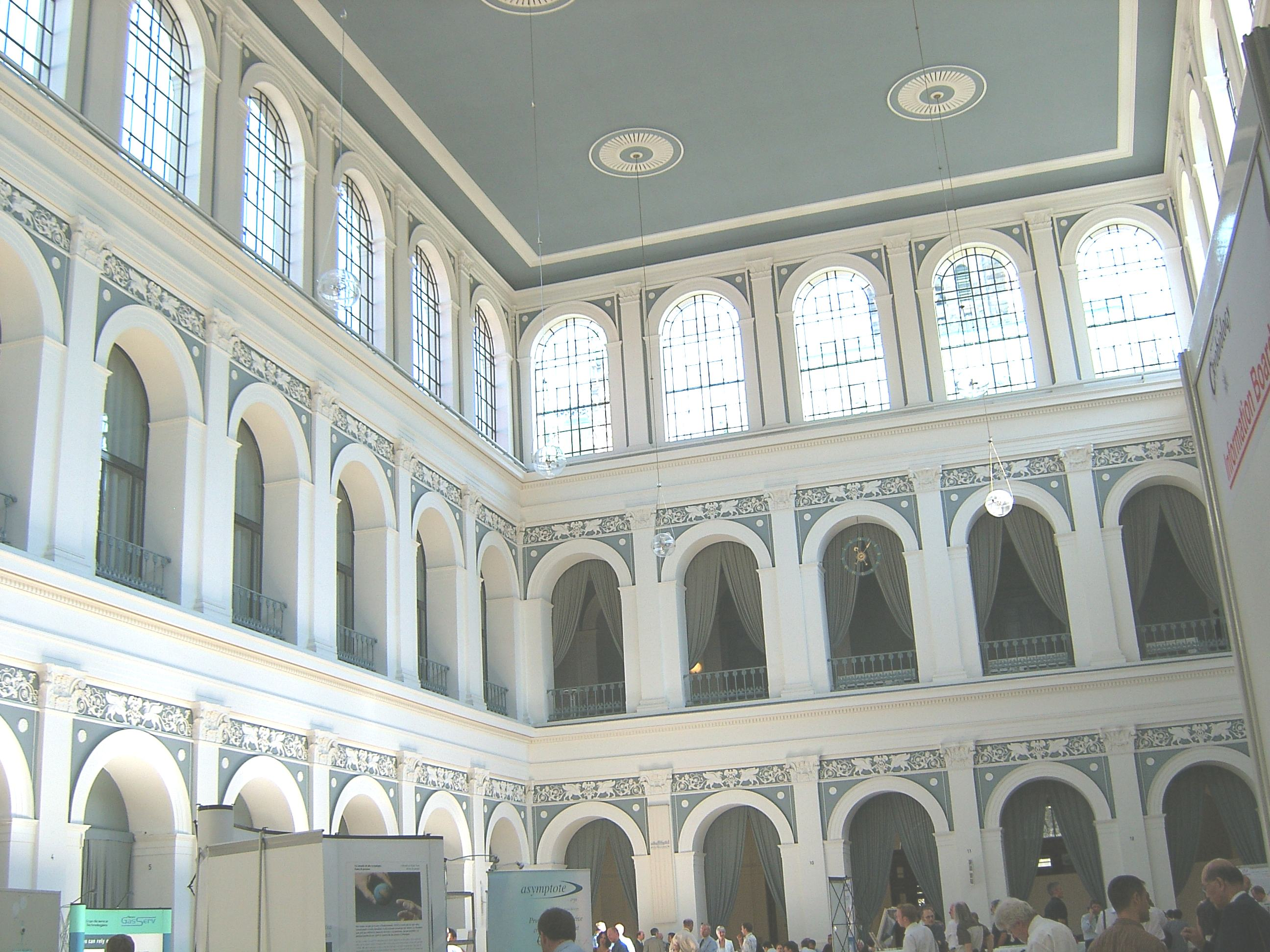
Una de las salas interiores de la bolsa de Hamburgo.

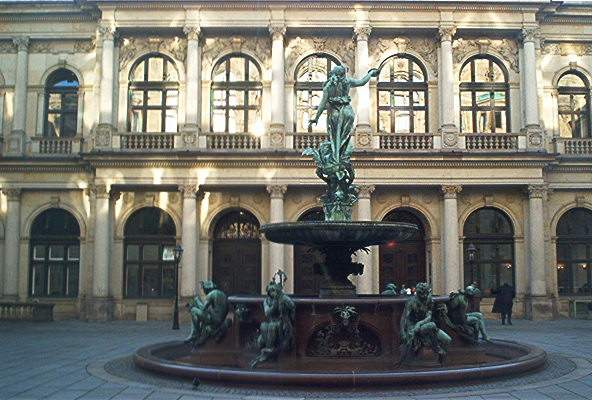
El cour d'honneur detrás de la la fachada posterior de la bolsa de Hamburgo, uniéndola con el Ayuntamiento. En él se encuentra la fuente de Higía.

La construcción del edificio, ubicado en el lugar donde antes se encontraba el medieval monasterio de María Magdalena (previamente demolido) se debía a una iniciativa de la Diputación de Comercio de Hamburgo, con el fin de servir de sede central de la cámara de comercio (institución fundada en 1665), que hasta entonces se encontraba a unos minutos de caminar hacia el sur, a orillas del canal de Nikolai (Nikolaifleet), junto al antiguo Ayuntamiento (que a su vez se trasladaría a su ubicación actual en 1897, volviendo a compartir espacio con la bolsa de valores).
Los trabajos, realizados entre 1839 y 1841, se llevaron a cabo por los arquitectos clasicistas oriundos de Hamburgo, Carl Ludwig Wimmel (arquitecto jefe de la ciudad) y Franz Joachim Forsmann (de los representantes del Clasicismo más importantes de su época). En diciembre de 1841, tras un largo período de planificación y adaptación, fue vendido a la bolsa de valores de Hamburgo (fundada en 1558), trasladándose dicha institución a su nueva sede a finales de ese mismo año.
Un año después, en el gran incendio de 1842 que arrasó el centro de Hamburgo, el edificio de la bolsa fue el único que quedó intacto. En 1859, recibió su primera ampliación de la mano del constructor hamburgués William Lindley. Entre 1880 y 1884, la Delegación de Constructores y Arquitectos amplió el edificio todavía más, hasta alcanzar la calle Alter Wall al norte. Es también cuando comienzan los trabajos de construcción del emblemático complejo del Ayuntamiento de Hamburgo (a partir de 1886), uniéndolo con el edificio a través del patio compartido en su lado nororiental. Entre 1909 y 1912, el responsable de edificación de la ciudad encargó la adición de una tercera ala, dando a la Große Johannisstraße (al sureste). 
Como muchos otros edificios del centro de Hamburgo, la bolsa de Hamburgo sufrió daños importantes en los bombardeos de la Segunda Guerra Mundial, siendo 1941 su annus horribilis particular. Tras un bombardeo en mayo de ese año, la planta media del edificio quedó quemada en su totalidad, con algunos daños a otras áreas del edificio. Entre julio y agosto, volvió a sufrir daños importantes, sobre todo en la parte nororiental que da a Alter Wall. Sin embargo, el edificio no fue dañado durante la Operación Gomorra de 1943. 
Ya en 1946, comenzaron los trabajos de saneamiento de las dos plantas destruidas, bajo el arquitecto Georg Wellhausen. La restauración del edificio en su totalidad comenzó en 1949, enfocándose esencialmente en la planta central, que conserva hasta el día de hoy algunos de los elementos decorativos más destacados del diseño original de Forsmann y Wimmel.

## Instituciones albergadas
El edificio ha albergado a lo largo de los años a varias instituciones, destacándose la bolsa de valores, la cámara de comercio y la Commerzbibliothek (Biblioteca del comercio). Una importante parte de la bolsa de valores —la bolsa de acciones (Einzelbörsen)— se mudó en 2005 a unas instalaciones más amplias y modernas en el Rathausmarkt. Otras divisiones de la bolsa se instalaron ya desde sus inicios en otros lugares estratégicos de la ciudad, como la Bolsa de Café (Kaffeebörse), que a partir de 1887 ocupaba un edificio histórico en la Speicherstadt.